# تجك (غوهران)
تجك (بالفارسية: تجک) هي قرية تقع في إيران في قسم غوهران الريفي. يقدر عدد سكانها بـ 202 نسمة بحسب إحصاء 2016.